# Noah Munck
Noah Munck (født 3.maj, 1996) er en amerikansk skuespiller. Han er bedst kendt for sin rolle som Gibby i iCarly og Sam & Cat.

## Opvækst
Munck bor i Mission Viejo i Orange County, Californien, hvor han blev født.  Han er den ældste af fem børn af Kymbry (født Robinson) og Greg Munck, en præst ved en kirke i Mission Viejo.  En af hans brødre, Ethan Munck spillede Gibbys 8-årige bror Guppy i tre episoder af iCarly. Munck har tre andre søskende: Taylor, Elias og Micah. Munck er oldebarn på sin mors side af skuespiller Bartlett Robinson, som dukkede op i  Leave it to Beaver som George Compton.

## Aktivisme
Munck er en aktiv fortaler for Camp Del Corazon, en sommerlejr på Catalina Island, Californien , for børn med hjertesygdomme. 